# La Carlota, Argentina
La Carlota är en kommunhuvudort i Argentina.   Den ligger i provinsen Córdoba, i den centrala delen av landet, 500 km väster om huvudstaden Buenos Aires. La Carlota ligger 147 meter över havet och antalet invånare är 11 490.
Terrängen runt La Carlota är mycket platt. Runt La Carlota är det mycket glesbefolkat, med 7 invånare per kvadratkilometer.. Det finns inga andra samhällen i närheten.
Trakten runt La Carlota består till största delen av jordbruksmark.